# David Bendz
David Wilhelm Bendz, född 31 augusti 1966, är en svensk tidigare fotbollsspelare (försvarare) som representerade Gais och Västra Frölunda IF i Allsvenskan i början av 1990-talet.
Bendz inledde karriären i Askims IK och kom till Gais inför säsongen 1992. Han spelade 20 matcher (inga mål) i Allsvenskan och Kvalsvenskan när Gais åkte ur högsta serien, och till säsongen 1993 gick han till lokalkonkurrenten Västra Frölunda IF, som i samma kvalserie hade lyckats hålla sig kvar i Allsvenskan. Efter en säsong i Frölunda återvände han 1994 till Askim i division III.